# Philippe Nagy
Philippe Nagy (ur. 6 stycznia 1970) – francuski zapaśnik walczący w stylu klasycznym. Zajął czternaste miejsce na mistrzostwach świata w 1995. Dwudziesty na mistrzostwach Europy w 1994 i 1995. Wicemistrz igrzysk śródziemnomorskich w 1993 i 1997. Trzeci w Pucharze Świata w 1992 roku. Mistrz Francji w latach 1995-1999.